# Уксянский сельсовет
Укся́нский сельсове́т — административно-территориальная единица и муниципальное образование со статусом сельского поселения в Далматовском районе Курганской области Российской Федерации.
Административный центр — село Уксянское.

## История
В соответствии с Законом Курганской области от 6 июля 2004 года № 419 сельсовет наделён статусом сельского поселения, первоначально состоявший из одного села.
Законом Курганской области от 31 октября 2018 года N 134, Любимовский и Юровский сельсоветы были упразднены, а их территории с 17 ноября 2018 года включены в состав Уксянского сельсовета.

## Население
| 1989  | 2002  | 2010  | 2012  | 2013  | 2014  | 2015  |
| ----- | ----- | ----- | ----- | ----- | ----- | ----- |
| 3392  | ↘2163 | ↘1956 | ↘1931 | ↘1875 | ↘1810 | ↘1783 |
| 2016  | 2017  | 2018  | 2019  | 2020  |       |       |
| ↘1755 | ↗1762 | ↘1742 | ↘1715 | ↗2522 |       |       |

## Состав сельсовета
| № | Населённый пункт | Тип населённого пункта       | Население |
| - | ---------------- | ---------------------------- | --------- |
| 1 | Уксянское        | село, административный центр | ↗1762     |
| 2 | Брюхово          | деревня                      | ↘32       |
| 3 | Любимово         | село                         | ↘885      |
| 4 | Юровка           | село                         | ↘145      |